# Hosahalli, Tirumakudal Narsipur
Hosahalli là một làng thuộc tehsil Tirumakudal Narsipur, huyện Mysore, bang Karnataka, Ấn Độ.